# 結城モエ
結城 モエ（ゆうき モエ、1994年5月18日 - ）は、日本の女優、モデル、タレント。福岡県出身。慶應義塾大学法学部法律学科卒業。ケイダッシュ所属。本名：西村 萌（にしむら もえ）。

## 来歴
大学在学中に『ミス慶應コンテスト2014』にエントリーし、ファイナリストに選出されたことがきっかけとなり、大学卒業に合わせてドラマ『脳にスマホが埋められた!』（日本テレビ）女優デビュー。
2020年、金曜ドラマ『恋する母たち』（TBS）で小悪魔な悪女役（有馬ひとみ役）でゴールデンプライムタイムの連続ドラマに初出演。
2021年、木曜ドラマ『ドクターX〜外科医・大門未知子〜』第7シリーズ（テレビ朝日）でドSな秘書役（朝蜘優衣役）で注目を集める。
2024年公開の『乱歩の幻影』で映画初主演を果たす。
2025年7月、所属事務所をスペースクラフト・エージェンシーからケイダッシュに移籍。

## 人物
2歳から始めたピアノや読書と勉学にまい進し、大学進学で上京するまで芸能界からのスカウトを断っていた。
『探偵が早すぎる』『ギルティ』『恋する母たち』など悪女役を演じることが多い。

## 出演

### テレビドラマ
- 脳にスマホが埋められた!（2017年7月6日 - 9月14日、読売テレビ） - 蟹江小夜 役[2]
- 探偵が早すぎる（2018年7月19日 - 9月20日、読売テレビ） - 大陀羅麻百合 役[9]
- ギルティ〜この恋は罪ですか?〜（2020年4月2日 - 8月6日、読売テレビ） - 中村結 役[10]
- 越境捜査（2020年4月20日、テレビ東京） - 井上玲美 役
- ドクターY〜外科医・加地秀樹〜（2020年10月4日、テレビ朝日） - 小松菜実 役
- 恋する母たち（2020年10月23日 - 12月18日、TBS） - 有馬ひとみ 役
- 明治開化 新十郎探偵帖（2020年12月11日 - 2021年2月5日、NHK BSプレミアム） - お滝 役
- 最高のオバハン 中島ハルコ 第6話・最終話（2021年5月15日・29日、東海テレビ） - 入江愛菜 役
- 春の呪い 第4話・第5話（2021年6月12日・19日、テレビ東京） - 柊真由子 役
- ドクターX〜外科医・大門未知子〜 第7シリーズ（2021年10月14日 - 12月16日、テレビ朝日） - 朝蜘優衣 役[11]
- おいハンサム!!（2022年1月8日 - 2月26日、東海テレビ・フジテレビ系） - 伊藤源太郎の部下・喜多 役
  - おいハンサム!!2（2024年4月6日 - 5月25日、東海テレビ・フジテレビ系） - 伊藤源太郎の部下・喜多 役
- だから殺せなかった（2022年1月9日 - 2月6日、WOWOW） - 若山綾子 役[12]
- インビジブル（2022年4月15日 - 6月17日、TBS） - 朝倉環 役[13][14]
- 僕の大好きな妻!（2022年6月4日 - 7月23日、東海テレビ） - 荒川ゆみ 役[15]
- 六本木クラス 第5話（2022年8月4日、テレビ朝日） - 藤崎美佳 役[16]
- Get Ready!（2023年1月8日 - 3月12日、TBS） - 剣持玲於奈 役[17][18]
- 罠の戦争 第6話（2023年2月20日 、関西テレビ・フジテレビ） - 蝶野春香 役
- 夫婦が壊れるとき（2023年4月8日 - 7月1日、日本テレビ） - 吉野芽衣 役[19]
- トクメイ!警視庁特別会計係（2023年10月16日 - 12月25日、関西テレビ・フジテレビ） - 門倉奈々 役
- 正直不動産スペシャル（2024年1月3日、NHK総合・NHK BS4K）[20]
- 新空港占拠（2024年1月13日 - 3月16日、日本テレビ） - 庭瀬美月 役[21]
- クラスメイトの女子、全員好きでした（2024年7月11日 - 9月12日、読売テレビ・日本テレビ） - 猫魔里菜 役[22]
- 伝説の頭 翔（2024年7月19日 - 9月6日、テレビ朝日） - 霞可奈子 役[23]
- 日本一の最低男 ※私の家族はニセモノだった 第1話・第2話・第8話（2025年1月9日・16日・2月27日、フジテレビ） - 原麻衣 役[24]
- Dr.アシュラ（2025年4月16日 - 6月25日、フジテレビ） - 九曜沙苗 役[25]

### 配信ドラマ
- 僕だけが17歳の世界で 第3話（2020年3月5日、AbemaTV） - 看護師 役
- 恋する男たち 第2話（2020年10月30日、Paravi） - 有馬ひとみ 役
- リコハイ!!（2021年4月16日 - 6月18日、Paravi） ‐ 結城まりか 役[26]
- Dr.アシュラ スペシャルドラマ「医療監修編」（2025年6月11日、FOD） - 九曜沙苗 役[27]

### バラエティ
- BSフジPickup（BSフジ／毎週火曜・水曜23時52分〜23時55分） - レポーター
- ニュースな女子大生と加藤浩次（GYAO!）

### 映画
- 嘘喰い（2022年2月11日、ワーナー・ブラザース） - 仁科流伽 役
- 乱歩の幻影（2024年7月26日、JACO） - 主演・弓子 役[28]